# Anssi Pentsinen
Anssi Pentsinen (* 30. August 1986 in Jämsä) ist ein ehemaliger finnischer Skilangläufer. Er trat vorwiegend in der Disziplin Sprint an.

## Werdegang
Pentsinen nahm von 2004 bis 2019 an Wettbewerben der Fédération Internationale de Ski teil. Sein erstes Weltcuprennen lief er im März 2008 in Lahti, das er mit dem 71. Rang im Sprint beendete. Seine ersten Weltcuppunkte holte er in der Saison 2010/11 bei der Nordic Opening. Bei den nordischen Skiweltmeisterschaften 2011 in Oslo belegte er den 32. Platz im Sprint. Sein bestes Weltcupeinzelergebnis schaffte er im Dezember 2011 in Düsseldorf mit dem vierten Platz im Sprint. Bei der finnischen Skilanglaufmeisterschaft 2013 in Jämijärvi gewann er Bronze im Sprint. Den 16. Rang erreichte er im Sprint und im Teamsprint bei den nordischen Skiweltmeisterschaften 2013 im Val di Fiemme. Bei den Olympischen Winterspielen 2014 in Sotschi belegte er den 34. Platz im Sprint. Im Februar 2015 erreichte er bei den nordischen Skiweltmeisterschaften 2015 in Falun den 22. Platz im Sprint. In der Saison 2015/16 kam er bei der Nordic Opening in Ruka auf den 32. Platz und bei der Tour de Ski 2016 auf den 47. Rang. Im Februar 2017 wurde er bei den finnischen Meisterschaften in Keuruu Zweiter im Sprint. Bei den nordischen Skiweltmeisterschaften 2017 in Lahti errang er den 29. Platz im Sprint. Im folgenden Jahr wurde er in Hakunila finnischer Meister über 15 km Freistil und belegte bei den Olympischen Winterspielen 2018 in Pyeongchang den 51. Platz über 15 km Freistil. In der Saison 2018/19 belegte er bei den Nordischen Skiweltmeisterschaften 2019 in Seefeld in Tirol den 36. Platz im Sprint sowie den 32. Rang über 15 km klassisch und startete in Falun letztmals im Weltcup, wobei er den 35. Platz im Sprint errang.

## Teilnahmen an Weltmeisterschaften und Olympischen Winterspielen

### Olympische Spiele
- 2014 Sotschi: 34. Platz Sprint Freistil
- 2018 Pyeongchang: 51. Platz 15 km Freistil

### Nordische Skiweltmeisterschaften
- 2011 Oslo: 32. Platz Sprint Freistil
- 2013 Val di Fiemme: 16. Platz Sprint klassisch, 16. Platz Teamsprint Freistil
- 2015 Falun: 22. Platz Sprint klassisch
- 2017 Lahti: 29. Platz Sprint Freistil
- 2019 Seefeld in Tirol: 32. Platz 15 km klassisch, 36. Platz Sprint Freistil

## Platzierungen im Weltcup

### Weltcup-Statistik
Die Tabelle zeigt die erreichten Platzierungen im Einzelnen.
- 1.–3. Platz: Anzahl der Podiumsplatzierungen
- Top 10: Anzahl der Platzierungen unter den ersten zehn
- Punkteränge: Anzahl der Platzierungen innerhalb der Punkteränge
- Starts: Anzahl gelaufener Rennen in der jeweiligen Disziplin
- Hinweis: Bei den Distanzrennen erfolgt die Einordnung gemäß FIS.

| Platzierung         | Distanzrennen a | Distanzrennen a | Distanzrennen a | Distanzrennen a | Distanzrennen a | Skiathlon Verfolgung | Sprint | Etappen- rennen b | Gesamt | Team c | Team c  |
| Platzierung         | ≤ 5 km          | ≤ 10 km         | ≤ 15 km         | ≤ 30 km         | > 30 km         | Skiathlon Verfolgung | Sprint | Etappen- rennen b | Gesamt | Sprint | Staffel |
| ------------------- | --------------- | --------------- | --------------- | --------------- | --------------- | -------------------- | ------ | ----------------- | ------ | ------ | ------- |
| 1. Platz            |                 |                 |                 |                 |                 |                      |        |                   |        |        |         |
| 2. Platz            |                 |                 |                 |                 |                 |                      |        |                   |        |        |         |
| 3. Platz            |                 |                 |                 |                 |                 |                      |        |                   |        |        |         |
| Top 10              |                 |                 |                 |                 |                 |                      | 5      |                   | 5      | 1      | 2       |
| Punkteränge         |                 | 1               | 1               |                 |                 | 1                    | 53     |                   | 56     | 8      | 2       |
| Starts              | 1               | 6               | 16              | 1               | 2               | 8                    | 69     | 4                 | 107    | 8      | 2       |
| Stand: Karriereende |                 |                 |                 |                 |                 |                      |        |                   |        |        |         |

### Weltcup-Gesamtplatzierungen
| Saison  | Gesamt | Gesamt | Distanz | Distanz | Sprint | Sprint |
| Saison  | Punkte | Platz  | Punkte  | Platz   | Punkte | Platz  |
| ------- | ------ | ------ | ------- | ------- | ------ | ------ |
| 2010/11 | 29     | 111.   | -       | -       | 29     | 64.    |
| 2011/12 | 143    | 56.    | -       | -       | 143    | 20.    |
| 2012/13 | 110    | 53.    | -       | -       | 110    | 17.    |
| 2013/14 | 63     | 81.    | -       | -       | 63     | 35.    |
| 2014/15 | 53     | 88.    | -       | -       | 53     | 42.    |
| 2015/16 | 76     | 71.    | 2       | 93.     | 74     | 32.    |
| 2016/17 | 28     | 102.   | -       | -       | 28     | 50.    |
| 2017/18 | 97     | 56.    | 16      | 77.     | 81     | 26.    |
| 2018/19 | 18     | 107.   | -       | -       | 18     | 58.    |